# Ketorolac
Ketorolac ist ein Pyrrolderivat. Es wird in der Medizin als nichtsteroidales Antirheumatikum (NSAR) und als Nichtopioid-Analgetikum verwendet. Der Wirkstoff wurde 1978 von Syntex patentiert.
Ketorolac wurde Ende der 1980er Jahre als willkommener Ersatz für Morphin gesehen, da die schmerzstillende Wirkung etwa gleich stark war, etwa doppelt so lange anhielt, und keinerlei Abhängigkeit erzeugte. Ebenso sind Prostaglandinhemmer im Allgemeinen sehr gut verträglich. Jedoch wurde der Umstand, dass Ketorolac ein sehr starker Prostaglandinhemmer ist, vernachlässigt. Als solcher führt er zu einem deutlich höheren Risiko von Magen-Darm-Blutungen und Nierenversagen. Wird die Prostaglandinsynthese unterbunden, verlieren die Nieren die Fähigkeit, mit schlechter Durchblutung zurechtzukommen.

## Anwendungsgebiete
Der Vertrieb von Ketorolac zur Behandlung postoperativer Schmerzen (Toratex) wurde nach dem Auftreten von tödlich verlaufenden Magen-Darm-Blutungen in Deutschland 1993 eingestellt, ebenso in Frankreich. In Großbritannien ist der Anwendungszeitraum auf wenige Tage beschränkt worden, für Kinder unter einem Jahr ist es allgemein nicht zugelassen. In der Schweiz ist das Schmerzmittel vor allem für die Behandlung von unfallbedingten und postoperativen Schmerzen zugelassen. Erwachsene sollen höchstens 40 mg täglich einnehmen, während höchstens sieben Tagen. Kinder ab zwei Jahren erhalten während höchstens zwei Tagen intravenöse Ketorolac-Injektionen, falls Opioide nicht angewendet werden können.
In der Augenheilkunde wird Ketorolac in Form von Augentropfen oder intraokular zu verabreichender Lösung zur Verminderung von und zur Vorbeugung gegen Entzündungen und damit verbundenen Symptomen nach einer Augenoperation verwendet. Hierfür wird sein Salz mit Trometamol verwendet.

## Art und Dauer der Wirkung

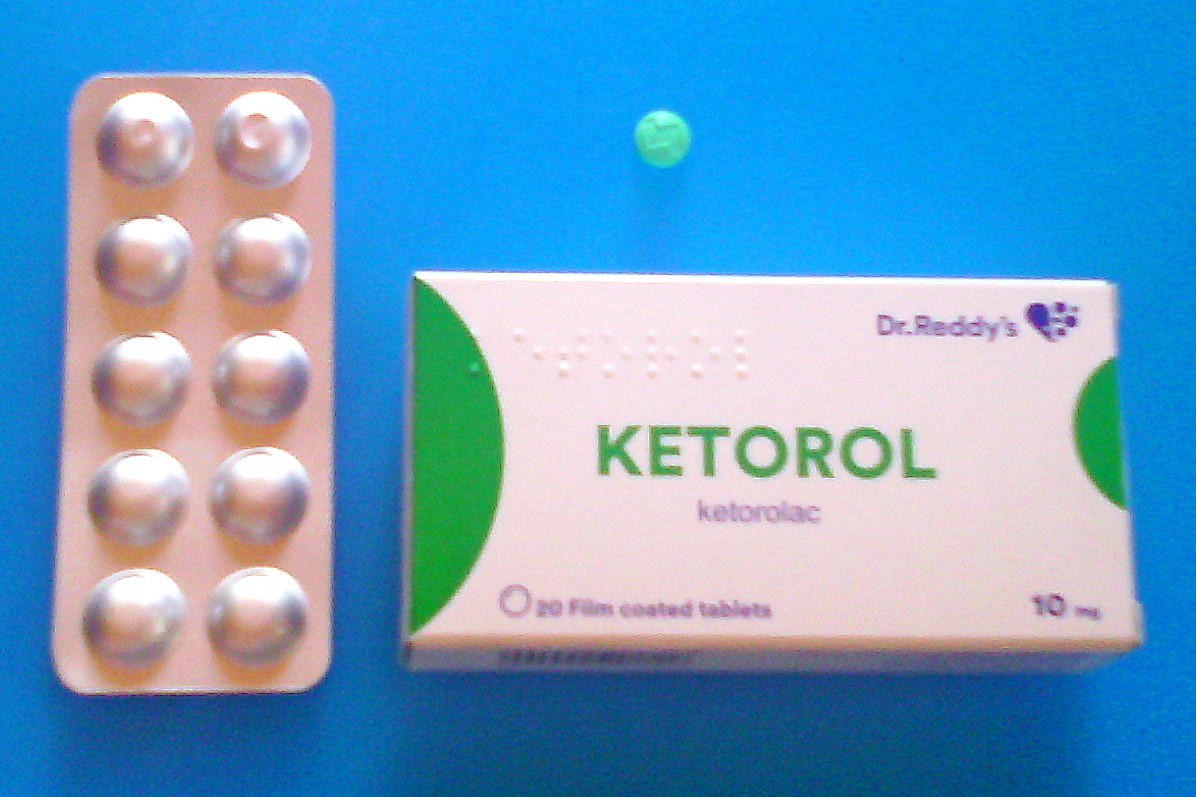
Ketorolac

Ketorolac gehört zu der Klasse der Nichtopioid-Analgetika und wird bei postoperativer Schmerzlinderung, posttraumatischer Schmerzlinderung und bei schweren Kreuzschmerzen verwendet. Bei starken postoperativen Schmerzen werden weitere Medikamente benötigt. In einer Übersichtsarbeit aus dem Jahr 1996 wird erwähnt, dass oral eingenommenes Ketorolac die gleiche Wirkung hat wie die gleiche Menge intramuskulär injiziertes Morphin. Ketorolac hat jedoch eine viel bessere Verträglichkeit und ein deutlich geringeres Risiko, dass sich eine Abhängigkeit entwickelt.
Die Wirkung tritt nach oraler Gabe nach ca. 30 Minuten ein und hält in der Regel sechs Stunden an.
Die Eliminationshalbwertszeit liegt zwischen fünf bis sieben Stunden. Durch verschiedene Umwelteinflüsse kann diese Zeit verlängert werden. Zum einen ist die Zeit bei Kindern grundsätzlich länger als bei Erwachsenen. Zum anderen führt eine Nierenfunktionsstörung zu einer Verlängerung auf bis zu 19 Stunden. Darüber hinaus besitzt das (S)-Enantiomer eine längere Eliminationshalbwertszeit als das (R)-Enantiomer.

## Verteilung im Körper
Ketorolac kann für die Behandlung postoperativer Schmerzen oral oder intravenös verabreicht werden. Der Stoff wird in der Leber zu Glucuronsäure-Konjugaten oder p-Hydroxyketorolac umgewandelt und dann renal entsorgt. Es können 75 % der Dosis, innerhalb von 7 Stunden, im Urin gefunden werden.

## Stereochemie
Ketorolac enthält ein Stereozentrum und besteht aus zwei Enantiomeren. Hierbei handelt es sich um ein Racemat, also um ein 1:1-Gemisch aus (R)- und (S)-Form:
| Enantiomere von Ketorolac | Enantiomere von Ketorolac |
| ------------------------- | ------------------------- |
| (R)-Ketorolac             | (S)-Ketorolac             |

## Fertigarzneimittel
- KetoVision (D)
- Tora-Dol (CH), als Tabletten und Injektionslösung

- In fixer Kombination mit Phenylephrin: Omidria (EU)